# Nisom Sangow
Nisom Sangow (tadschikisch Низом Сангов; * 26. Juni 1983 in Temurmalik) ist ein tadschikischer Gewichtheber.

## Karriere
Sangow erreichte bei den Asienmeisterschaften 2004 den neunten Platz in der Klasse bis 62 kg. 2005 belegte er bei den Weltmeisterschaften den 13. Platz. 2008 nahm Sangow an den Olympischen Spielen in Peking teil, bei denen er in der Klasse bis 69 kg 24. wurde. Bei den Asienspielen 2010 war er 13 in der Klasse bis 62 kg. 2011 erreichte er bei den Asienmeisterschaften den fünften Platz in der Klasse bis 69 kg. Bei den Weltmeisterschaften im selben Jahr wurde er allerdings bei der Dopingkontrolle positiv auf Methylhexanamin getestet und für zwei Jahre gesperrt. Nach seiner Sperre belegte er bei den Asienspielen 2014 den 14. Platz.